# Unified Service Description Language
| QS-Informatik | Dieser Artikel wurde wegen inhaltlicher Mängel auf der Qualitätssicherungsseite der Redaktion Informatik eingetragen. Dies geschieht, um die Qualität der Artikel aus dem Themengebiet Informatik auf ein akzeptables Niveau zu bringen. Hilf mit, die inhaltlichen Mängel dieses Artikels zu beseitigen, und beteilige dich an der Diskussion! (+) Begründung: Der Artikel trägt seit mehreren Jahren den Überarbeiten-Baustein (siehe Artikeldiskussionsseite) und war ab dem 20. Mai 2020 erfolglos in der allgemeinen QS. Der englische Artikel zu dem Thema leitet auf en:Cloud Computing. Frage an die Fachleute: Ist das ein logischer und korrekter Schritt? Der deutschsprachige Artikel zu Cloud Computing scheint auf dem englischen Artikel zu basieren. Was ist eure Meinung? Kann hier vielleicht jemand helfen? --Wikinger08 (Diskussion) 09:56, 23. Jun. 2020 (CEST) |

Unified Service Description Language (USDL) ist eine in der Informatik verwendete formale Sprache zur holistischen Beschreibung von Dienstleistungen. USDL wurde federführend entwickelt von SAP Research. 
Die USDL hat zum Ziel, Geschäftsdienste durch Vereinheitlichung mittels eines gemeinsamen Beschreibungsformats in Einklang zu bringen. Sie stellt eines der finalen Artefakte im Service Engineering-Prozess dar und ergänzt bestehende Dokumente und Standards zur Beschreibung der Service-Schnittstelle (z. B. WSDL). Dabei kombiniert USDL die Aktivitäten und Funktionen dieser Stakeholder auf der Grundlage gemeinsam geteilter oder gehandelter Dienste. Dies geschieht unabhängig von der Größe der Organisation, der Branche oder der Position im Service-Lebenszyklus. USDL-Dienste können leicht erstellt werden, indem konkrete Darstellungen aus vordefinierten abstrakten Diensten erweitert werden. Darüber hinaus kann USDL auch mit einem minimalen Satz von Elementen bereitgestellt werden, um eine einfache und schnelle Beschreibung neuer Dienste zu ermöglichen. Die Vorteile von USDL ergeben sich aus einem kontextunabhängigen Design. USDL bietet einen Rahmen, der dann vom Kontext gefüllt wird. Der Kontext resultiert aus dem geschäftlichen oder nutzergetriebenen Zweck der Bereitstellung und Nutzung von Diensten.